# Achillea odorata
Artemisa real (Achillea odorata) es una planta perenne, olorosa, de hasta medio metro de altura del género Achillea.

## Descripción
Planta perenne, olorosa, de hasta medio metro de, con tallos simples, erectos o ligeramente ascendentes, con numerosos tallos estériles en la parte inferior. Hojas con pelos cortos y densos, glanduloso-punteadas; las hojas inferiores largamente pecioladas, bipinnatisectas; las medias y superiores de menos de 8 mm de anchura, pinnatisectas. Capítulos en grupos subcorimbosos de 25-30 capítulos. Involucro de 3 x 2-2,5 mm. Receptáculo ligeramente cónico. Flores hemiliguladas con limbo de 0,8-1 mm, amarillo-pálido; las flosculosas de 2 mm. Florece y fructifica de junio a julio.
Citología 2n = 18.

## Distribución y hábitat
Endémica del Mediterráneo occidental.
Hábitat
Encontrada en suelos margosos (roca principalmente de calcita y arcillas) o pedregosos secos.
Etimología
Del lat. odoratus, -a, -um = oloroso, fragante, perfumado, etc.
Vernáculo 
Castellano: artemisa real, betrónica, camomila (2), estanca sangre, manzanilla de la sierra, milenrama, yerba de las heridas. Altoaragonés: flores mil, manzanilla, mermasangre, mil flores.

## Sinonimia
- Achillea microphylla Willd.
- Achillea tenorei Grande
- Millefolium odoratum (L.) Fourr.